# Plagiozopelma placidum
Plagiozopelma placidum är en tvåvingeart som beskrevs av Daniel J. Bickel 1994. Plagiozopelma placidum ingår i släktet Plagiozopelma och familjen styltflugor. Inga underarter finns listade i Catalogue of Life.